# Séféto Ouest
Séféto Ouest è un comune rurale del Mali facente parte del circondario di Kita, nella regione di Kayes.
Il comune è composto da 9 nuclei abitati:
- Dalaba
- Djougounté
- Guémoucourani
- Kéniénifé
- Mansala
- Nafadji
- Séféto (centro principale)
- Siramissé
- Sonki